# Castelo Cranshaws

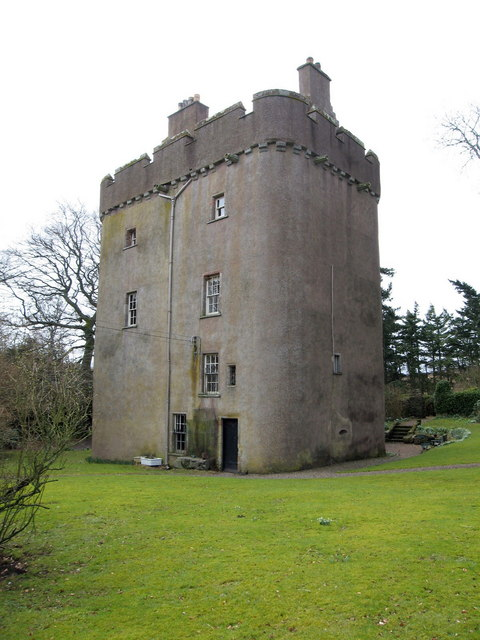
Castelo Cranshaws, Escócia.

O Castelo Cranshaws (em língua inglesa Cranshaws Castle) é um castelo localizado em Berwickshire, Escócia.
Encontra-se classificado na categoria "A" do "listed building" desde 9 de junho de 1971.